# 正東製作
正東製作有限公司（英語：Eastern Production Ltd.）是 獨立 香港電影公司，由李連杰及崔寶珠於1991年成立。

## 影視作品
基于源材料
- 方世玉（1993年）
- 黃飛鴻之鐵雞鬥蜈蚣（1993年）
- 方世玉續集（1993年）
- 太極張三豐（1993年）
- 中南海保鑣（1994年）
- 精武英雄（1994年）
- 冒險王 （1996年）